# Boulette de Huy
La boulette de Huy est un fromage belge au lait de vache produit dans le Condroz namurois.

## Origine
Contrairement à son nom, la boulette de Huy n'a pas été créée et n'a jamais été produite dans la cité mosane. Sa création remonte à la fin de la Seconde Guerre mondiale quand Marie Cibour habitant à Jeneffe près de Havelange en province de Namur commença à produire ce fromage à partir de lait de vache partiellement écrémé ou entier.

## Fabrication
Le lait de vache est emprésuré durant vingt-quatre heures pour une coagulation totale. Il est égoutté en étamine pendant quatre à cinq heures avant la mise sous presse. Le fromage ainsi obtenu est émietté et mis en fermentation durant quarante-huit heures tout en étant remué toutes les douze heures.
Ensuite, les boulettes d'un diamètre d'environ 6 cm et d'un poids de 150 à 250 g sont fabriquées à la main. Elles sont maigres et piquantes et sont reprises dans les fromages à pâte molle et à croûte lavée. La boulette de Huy est surtout appréciée en hiver. On la mange avec une tranche de pain ou on l'utilise dans certaines préparations. La flamiche, une tarte très consistante fabriquée à Dinant, comporte de la boulette de Romedenne, près de Philippeville, dont la boulette de Huy n'a de commun que le nom.
On trouve les boulettes de Huy en vente chez certains fromagers ou sur les marchés de la région. Aujourd'hui, les boulettes de Huy sont produites en quantité limitée par Joseph Tasiaux d'Ohey ou par la ferme Henrard-Servotte à Goesnes (Ohey) toujours dans le Condroz namurois.